# 第二次世界大战中的南斯拉夫马其顿
1941年4月南斯拉夫戰役爆發後，當時由南斯拉夫王國統治的南斯拉夫馬其頓卷入第二次世界大戰，雖然南斯拉夫馬其頓遭到納粹德國入侵，但是大多数马其顿人支持保加利亚，他們並不支持南斯拉夫王國。  不久南斯拉夫馬其頓被納粹德國佔領。同時支持納粹德國的保加利亞軍隊進駐南斯拉夫馬其頓。 
1944年保加利亚政变後，保加利亞退出軸心國陣營，保加利亚軍隊也撤出南斯拉夫馬其頓。 10月初，新组建的保加利亞人民軍与苏联红军攻入南斯拉夫。11月底，南斯拉夫马其顿被保加利亞人民軍与苏联红军佔領。